# Rémy Martin

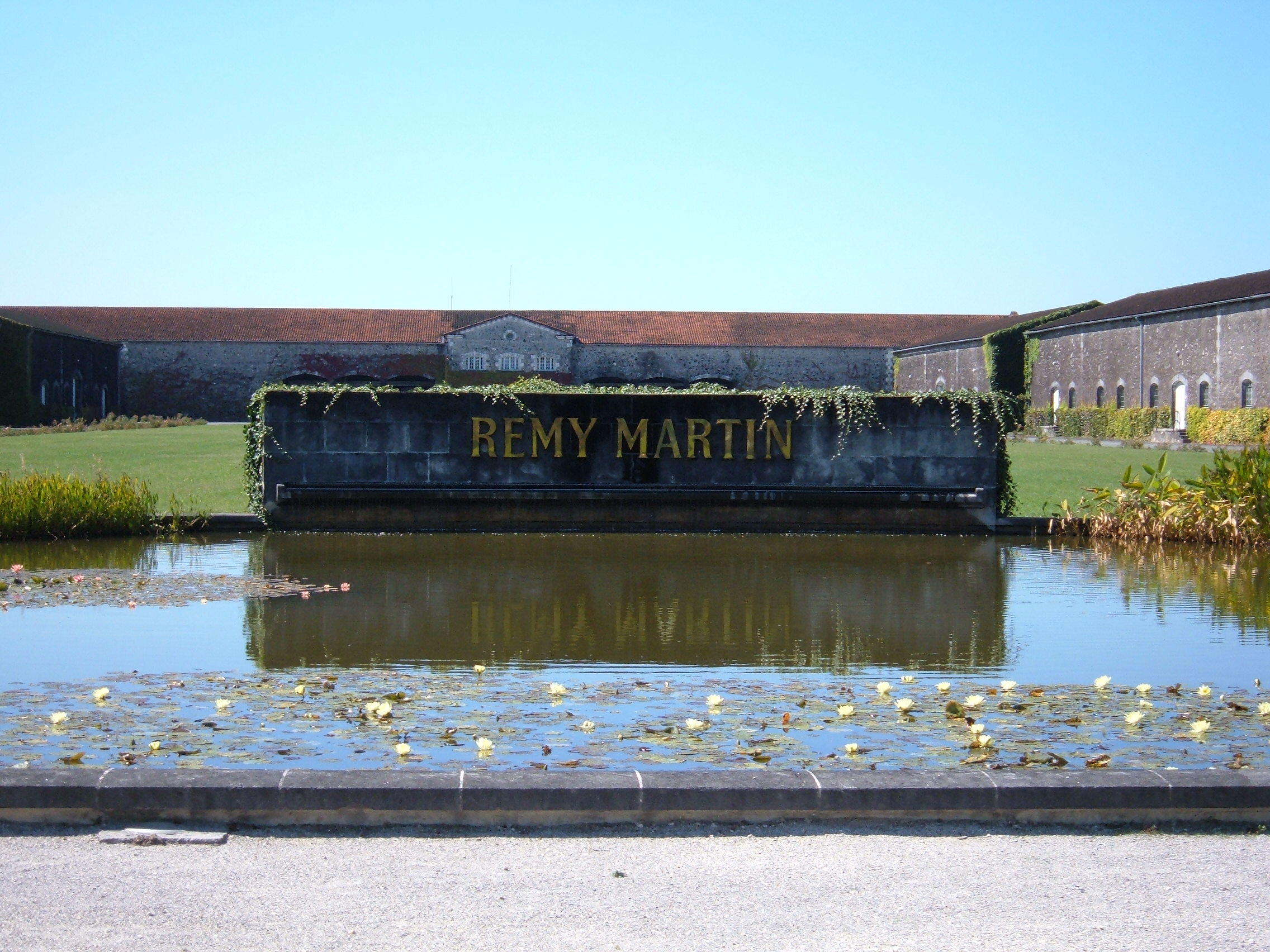
Blick auf das Anwesen von Rémy Martin, in Cognac, Frankreich

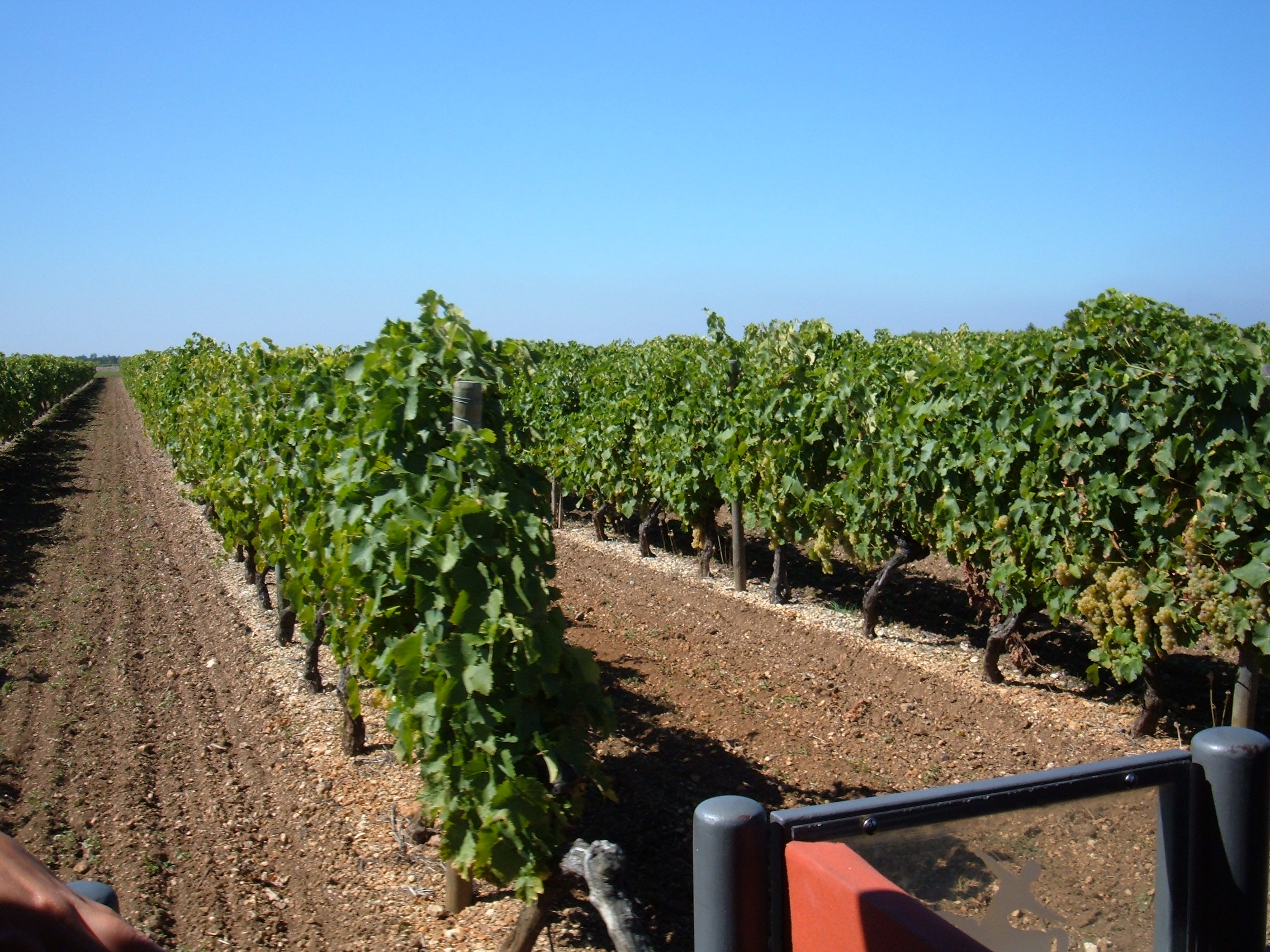
Weinberge von Rémy Martin in Merpins

Rémy Martin ist eine Marke des Spirituosenherstellers Rémy Cointreau. Neben verschiedenen Cognacs (also Weinbränden) wird unter dem Namen Rémy Martin auch ein Pineau des Charentes angeboten, eine Art Likörwein.

## Geschichte
Rémy Martin hat seinen Sitz in der Stadt Cognac. Der Name geht zurück auf den Charentaiser Winzer Rémy Martin, der das Haus 1724 gründete. Mehr als zwei Jahrhunderte hielt sich das Haus, bis es in den 1920er Jahren von André Renaud übernommen und von Grund auf umstrukturiert wurde.
Zugute kam ihm dabei nicht nur das Vermögen seiner Ehefrau, die das Haus Frapin – einschließlich eines an sehr wertvollen Destillaten reichhaltigen Kellers – geerbt hatte, sondern auch seine Erfahrung in der Cuvierung (also Verschneidung) von Cognac.
Besonderes Augenmerk hat seitdem der Maitre du Chai (der Kellermeister) auf den Anteil der sogenannten Methusalems, das sind sehr alte Brände, zu richten. Rénaud legte seit jeher allergrößten Wert auf das Rancio, jenes buttrig-pilzige Aroma, das hochwertige Cognacs auszeichnet. Bald machte Renaud die Cuvierung von Bränden aus der Grande und Petite Champagne, dem sogenannten Fine Champagne Cognac, zum hervorstechendsten Qualitätsmerkmal von Rémy Martin.
1965 verstarb André Rénaud im Alter von 85 Jahren und hinterließ das sanierte Haus Rémy Martin seinen beiden Töchtern. Deren Ehegatten André Heriard-Dubreuil und Maximilien Cointreau konkurrierten viele Jahre um die Führungskompetenz im Unternehmen, währenddessen das Unternehmen in Schwierigkeiten geriet. Erst die endgültige Fusion mit Cointreau im Jahre 1990 beendete diesen Konflikt.
Die Brennweine für den Cognac baut Rémy Martin auf über 150 Hektar eigener Rebfläche an. Zudem existieren Lieferverträge mit über 2000 Vertragswinzern. Zur Sicherstellung der Qualität der Fässer unterhält Rémy Martin als eines der wenigen Häuser eine eigene Küferei.
Rémy Martin ist nach Hennessy der zweitgrößte Cognac-Hersteller weltweit. Im Jahr 2006 wurden 1,8 Millionen cases abgesetzt, das entspricht etwa 23 Millionen 0,7-Liter-Flaschen (eine case entsprechen 9 Liter), was nach eigenen Angaben einen Marktanteil von 15 Prozent entsprach.

## Besonderheiten
Rémy Cointreau legt die Vorschriften zur Herstellung von Cognac für die Marke Rémy Martin strenger aus als viele andere Hersteller. Es werden Brennblasen verwendet, die erheblich kleiner sind als die von der Appellation Controllée vorgeschriebenen Maximalgröße von 25 Hektolitern. Des Weiteren erfahren die Brände eine längere Lagerung, als für die festgelegten Qualitätsstufen (z. B. VS, VSOP etc.) zwingend erforderlich sind. Die Weine werden mitsamt den Sedimenten aus der Reifung abdestilliert. Der Effekt hieraus ist eine besondere Fruchtigkeit und Tiefe des Brandes.
Die Lagerhallen von Rémy Martin können besichtigt werden. Rémy Martin verfügte nach eigenen Angaben als einziges großes Cognac-Unternehmen über eine Kellermeisterin. Im April 2014 gab die Kellermeisterin Pierrette Trichet ihr Amt an den langjährigen Mitarbeiter Baptiste Loiseau. Als „Kind“ der Region verbrachte er bereits in jungen Jahren seine Zeit als Helfer in den Rebbergen der Region Cognac und kehrte nach Wanderjahren in Weinfeldern von Südafrika, Neuseeland und Frankreich zurück in die Heimat. Als langjähriges Mitglied des Tasting Comitees wurde er sorgfältig ausgebildet und aufgebaut und übernahm die Verantwortung als Kellermeister von Rémy Martin.

## Prädikatsstufen

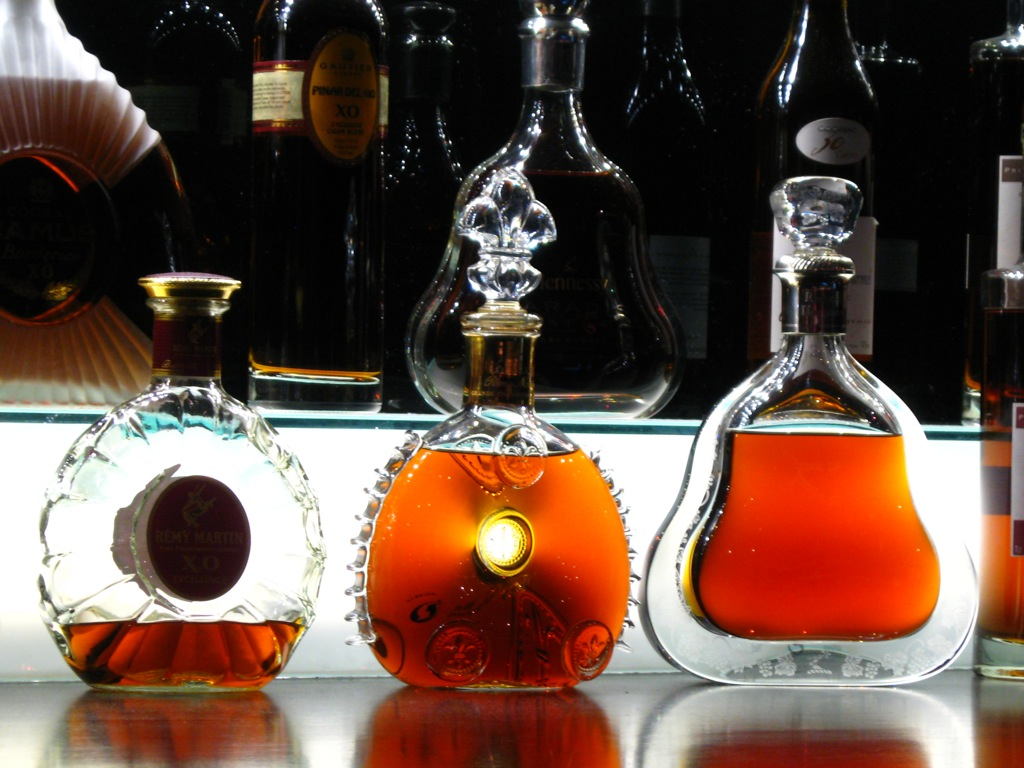
XO, Louis XIII und Hennessy Richard

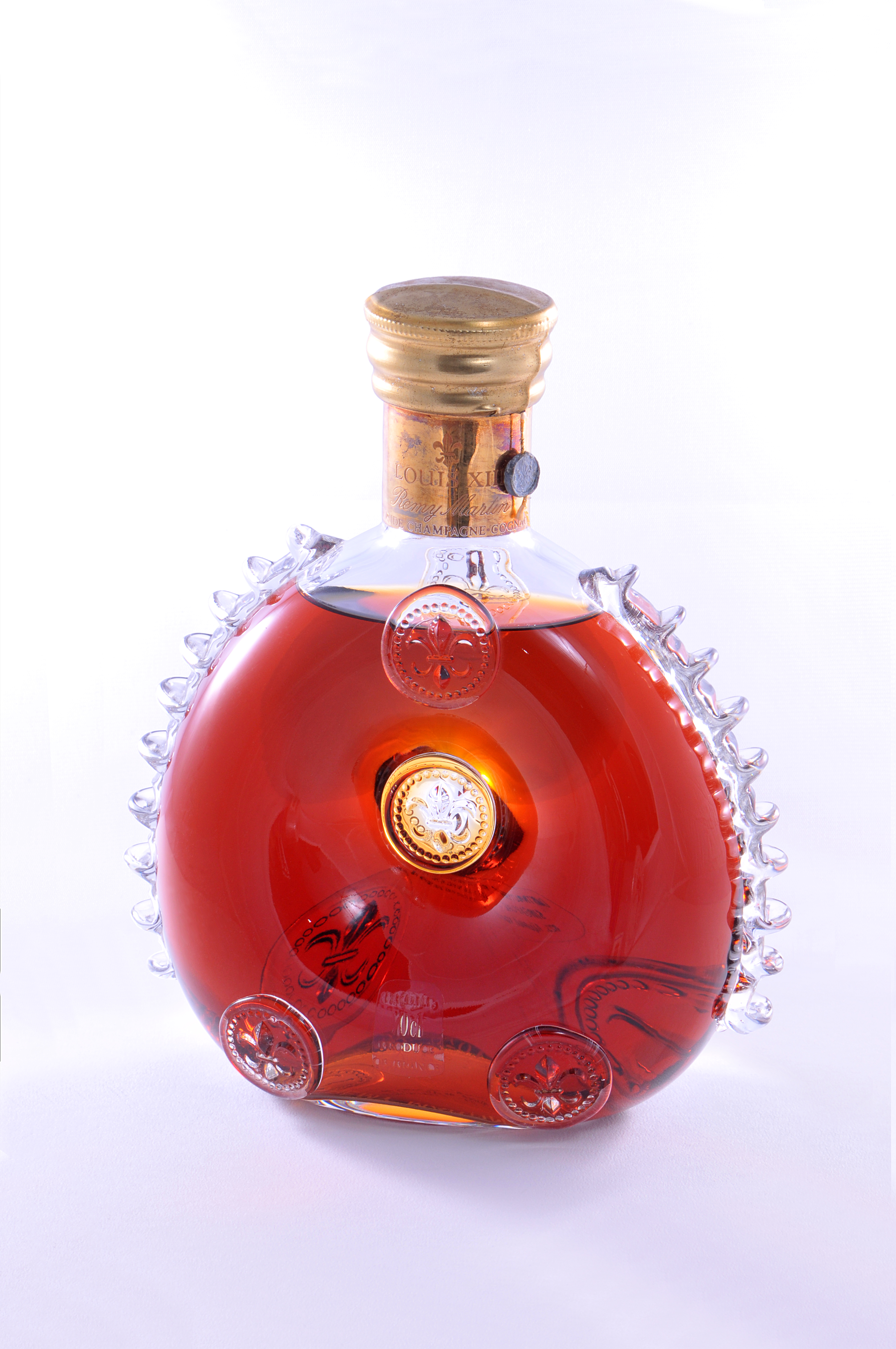
Louis XIII Grande Champagne Cognac 70 cl von 1982

Rémy Martin Cognacs sind in folgenden Qualitätsstufen (aufsteigend) erhältlich:
- Rémy Martin VS (Very Special) heißt inzwischen „Grand Cru“ und ist ein sehr junger Cuvée, der nur eine kurze Comptierung erfahren hat und in einer klaren Flasche angeboten wird. Er sei frisch im Geschmack und weise eine sehr helle Bernsteinnote auf. Rémy Martin VS wird seit 2008 nicht mehr hergestellt und wurde aus der Produktpalette von Rémy Martin entfernt.

- Rémy Martin VSOP (Very Superior Old Pale): Diese Cuvée hat rund sieben Jahre Fassreife hinter sich. Amber und Lakritz dominieren diesen Cognac. Die Flasche war früher aus satiniertem grünem Glas und wird mittlerweile aus weißem Glas hergestellt.

- Coeur de Cognac ist eine neu gestaltete Stufe zwischen dem VSOP und dem Club, etwa acht Jahre gereift, und wird in goldener Flasche präsentiert. Er sei frischer im Geschmack als der VSOP, jedoch kürzer im Abgang.

- Club de Rémy Martin (Pendant zur Qualitätsstufe „Napoleon“): Vanille- und Ambernoten seien hier kräftiger ausgeprägt als beim VSOP. Der Duft erinnere an getrocknetes Obst und Heublumen. Die Flasche ist klar durchsichtig, von achteckiger, nach oben verjüngender Form mit schwerem Metallverschluss (eingedrehter Korken). Dieser Cognac wurde 2004 bei der ISA mit der silbernen Goldmedaille als bester Cognac seiner Klasse prämiert.

- Rémy Martin Excellence XO Fine Champagne (Extra Old): 18 Jahre im Limousinfass gelagerte Cuvée aus über 350 verschiedenen Destillaten, abgefüllt in einer facettierten Karaffe mit Metallstöpsel. Von der Farbe her dunkelgold, blütenartig im Duft, Geschmack ginge in das Schokoladige.

- Rémy Martin Extra Fine Champagne: Durchschnittlich 23 Jahre ruht diese Cuvee im Fass, bevor dieser tiefbernsteinfarbene Cognac in seine flache, scheibenförmige Karaffe abgefüllt wird. Im Geschmack offenbare dieser Cognac eine Mischung aus Frucht- und Gewürzaromen mit intensivem Abgang. Dieser Cognac wurde 2004 bei der ISW mit der Goldmedaille als bester Cognac der Welt prämiert. Rémy Martin Extra wird seit 2008 nicht mehr hergestellt und wurde aus der Produktpalette entfernt.

- Rémy Martin Louis XIII Grande Champagne ist der hochwertigste Cognac des Hauses und wird seit 1894 hergestellt. Er reifte nach seiner Cuvierung bis zu 100 Jahre im Fass und ist schwer zu beschreiben. Der Abgang des Cognacs sei noch lange wahrnehmbar. Die Karaffe besteht aus Baccaratkristall und erinnert von der Form her an einen Bagel. Blickfang ist regelmäßig der überdimensional große Kristallstöpsel. Von diesem Cognac werden jährlich genau 10.000 Flaschen hergestellt, für den deutschen Markt sind nur 1000 Stück reserviert. Der Preis beträgt etwa 1450 Euro.

- Rémy Martin L’age d’Or: seltene Ausführung in Baccarat-Karaffe mit 24 Karat vergoldeter Schulter und Sockel, wurde in geringer Stückzahl an ausgewählte Personen vergeben.

- Rémy Martin Louis XIII Black Pearl: Dieser Cognac galt als teuerster der Welt. Das Cuvée aus 1200 verschiedenen Destillaten reifte bis zu 100 Jahre in einem Fass, bis es entdeckt und sein Inhalt in 786 einzeln nummerierte Flaschen gefüllt wurde. Äußerlich unterscheidet er sich kaum von seinem „kleineren“ Bruder, jedoch ist er in einer Karaffe aus Bleikristall abgefüllt, die die Farbe einer schwarzen Perle hat. 2007 kostete eine Flasche über 6000 Euro. Im Jahr 2008 lancierte Rémy Martin eine Magnumversion (1,5 Liter) des Black Pearl.

- Rémy Martin Louis XIII Rare Cask: Diese limitierte Edition ist der Nachfolger des Black Pearl und ist seit November 2009 erhältlich. Die limitierte Auflage von 786 nummerierten Exemplaren wird in Dekantern aus Baccarat-Kristallglas präsentiert. Louis XIII Rare Cask stammt aus einem Fass, das die Kellermeisterin Pierrette Trichet im Jahr 2004 in den Kellereien von Rémy Martin entdeckt hatte. Dieses eine Fass weist einen stärkeren Alkoholgehalt – 42,6 im Gegensatz zu den üblichen 40 Volumenprozent - auf. Daher ist Rare Cask der einzige Cognac von Rémy Martin, der mehr als 40 Volumenprozent hat.

Alle Cognacs haben 40 Volumenprozent. Weiterhin wird unter der Marke Rémy Martin ein Le Pineau des Charentes, also ein Likörwein mit 17 Volumenprozent, angeboten. Pineau des Charentes wird in Frankreich gern als Aperitif getrunken. Er wird aus unvergorenem Most mit entsprechenden Bränden hergestellt und erinnert im Geschmack an einen Cream-Sherry.